# Chemillé-en-Anjou
Chemillé-en-Anjou is een Franse gemeente in het arrondissement Angers in het departement Maine-et-Loire in de regio Pays de la Loire. Chemillé-en-Anjou telde op 1 januari 2022 21.550 inwoners.

## Geschiedenis
De gemeente is op 15 december 2015 ontstaan door de samenvoeging van de 12 gemeenten die daarvoor de communauté de communes de la région de Chemillé vormden. Dit betrof de gemeenten van het op 22 maart van hetzelfde jaar opgeheven kanton Chemillé en de gemeenten Chanzeaux, La Salle-de-Vihiers en Valanjou. Hoofdplaats van de gemeente is Chemillé.

## Geografie
De oppervlakte van Chemillé-en-Anjou bedroeg op 1 januari 2022 323,98 vierkante kilometer; de bevolkingsdichtheid was toen 66,5 inwoners per km².

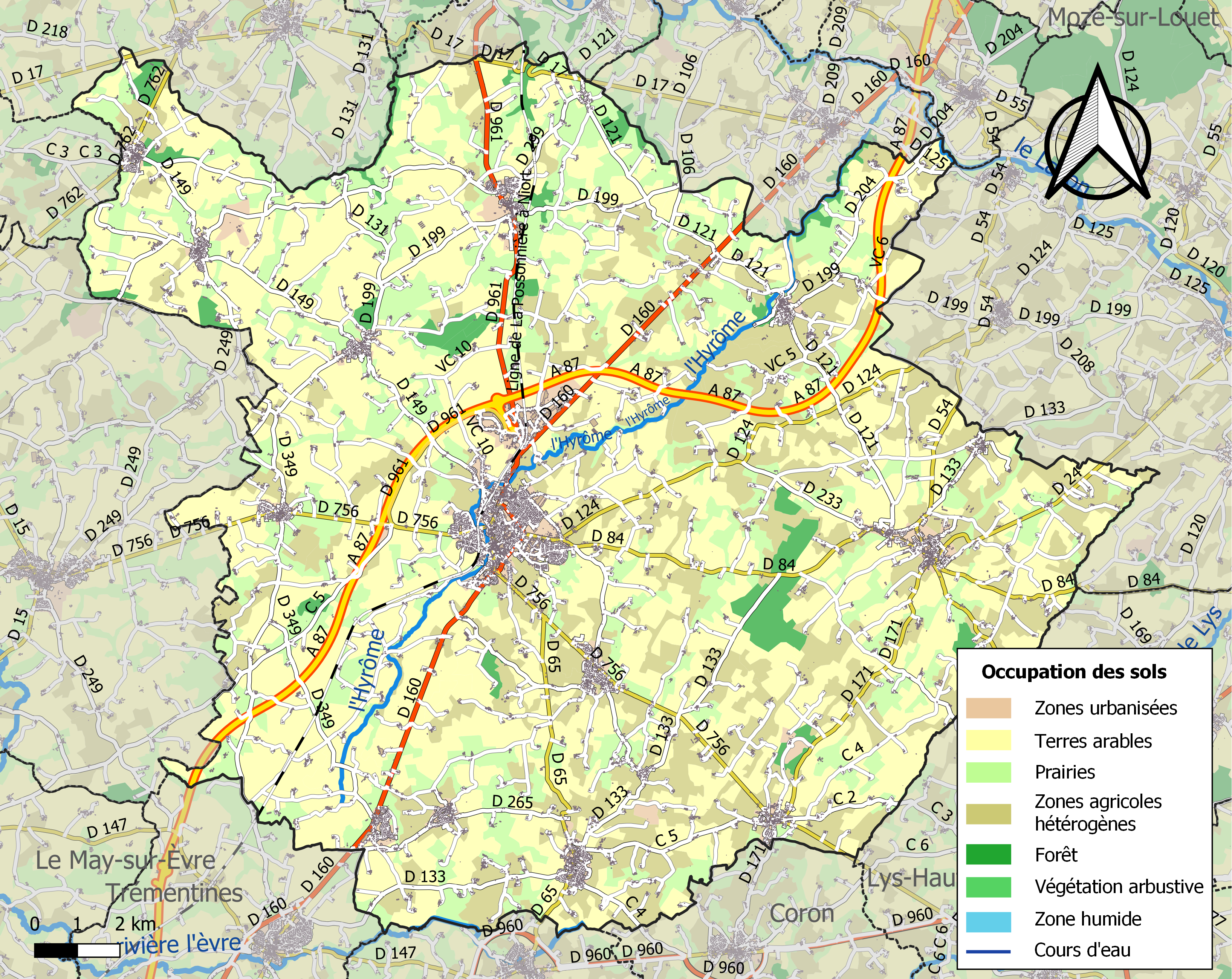
Kaart van de gemeente met de belangrijkste infrastructuur, bodemgebruik en omliggende gemeenten